# Agonli-Houégbo
Agonli-Houégbo est un arrondissement du département du Zou, au Bénin.

## Administration
Agonli-Houégbo devient officiellement un arrondissement de la commune de Zagnanado, le 27 mai 2013 après la délibération et adoption par l'Assemblée nationale du Bénin en sa séance du 15 février 2013 de la loi n° 2013-O5 du 15/02/2013 portant création, organisation, attributions et fonctionnement des unités administratives locales en République du Bénin.

## Population
Selon le recensement général de la population et de l'habitation (RGPH4) de l'institut national de la statistique et de l'analyse économique (INSAE) au Bénin en 2013, la population de l'arrondissement de Agonli-Houégbo s'élève à 6 467 habitants.
| Indicateur           | 2013  |
| -------------------- | ----- |
| Nombre de ménages    | 1 331 |
| Population féminine  | 3 355 |
| Population masculine | 3 112 |
| Population totale    | 6 467 |

## Cultes
Le vodun est pratiqué dans la région, la divinité Sanligan étant considérée comme particulièrement importante.